# Mona Van Duyn

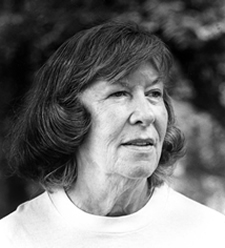
Mona van Duyn

Mona Jane Van Duyn (Waterloo, Iowa, 9 mei 1921 - University City, 2 december 2004) was een Amerikaans dichteres en schrijfster. In 1971 won ze de National Book Award, in 1991 de Pulitzerprijs voor poëzie en in 1992-1993 was ze de United States Poet Laureate.

## Leven en werk
Van Duyn stamde af van een Nederlandse kolonistenfamilie die zich in 1649 vestigde in het Nieuw-Nederland van Peter Stuyvesant. Ze haalde een master Engelse letterkunde aan de University of Iowa en doceerde daarna aan de University of Louisville. Samen met haar man Jarvis Thurston startte ze in 1947 het kunsttijdschrift "Perspective: A Quarterly of Literature and the Arts", dat tot 1975 zou blijven bestaan. Vooraanstaande Amerikaanse dichters zoals Anthony Hecht en W.S. Merwin publiceerden hun eerste gedichten in het blad. Van Duyn bouwde ook een respectabele universitaire loopbaan op, vanaf de jaren vijftig aan de Washington University in St. Louis. Ze publiceerde tal van artikelen over contemporaine literatuur en werd in 1987 lid van de American Academy of Arts and Letters.
Vanaf 1959 publiceerde Van Duyn ook zelf poëzie. Haar gedichten vallen op door een onbevangen stijl en schijnbaar onbeduidende, terloopse, alledaagse onderwerpen, soms op het roddelachtige af. Tegelijkertijd schuilt er in haar werk een bijzondere opmerkingsgave en is het doordrongen van een sterk psychologisch en intellectueel inzicht. Qua stijl doet ze soms denken aan Elizabeth Bishop. Terugkerende thema's zijn honden en huwelijkse liefde. In sommige van haar gedichten geeft ze er ook blijk van zich bewust te zijn van haar Nederlandse roots.
Van Duyn won nagenoeg alle belangrijke Amerikaanse prijzen voor poëzie. In 1971 kreeg ze de National Book Award (voor haar bundel To see, to take), in 1991 de Pulitzerprijs voor poëzie (voor haar bekendste bundel Near Changes, 1990), in 1981 werd ze lid van de Academy of American Poets en in 1992-1993 was ze de "United States Poet Laureate".
Van Duyn overleed in 2004 aan botkanker, 83 jaar oud.

## Fragment
Other months in the year, other levels

of inwardness, other ways of loving. In the shade

of my garden, leaf-sheltering lillies of the valley,

for instance, will keep in tiny, exquisite bells

their secret clapper. And up from my bulbs will come

welcome Dutch irises whose trancedent bleu,

bruisable petals curve sweetly over their centre.
(Uit “A Bouquet of Zineas”, Near Changes)

## Noot
1. ↑  Zie Discovery and Reminiscence. Essays on the poetry of Mona van Duyn. Gearchiveerd op 21 juni 2025.

- Bibliothèque nationale de France: cb12806804v (data)
- Gemeinsame Normdatei: 120637588
- International Standard Name Identifier: 0000 0001 1438 2896
- Library of Congress Control Number: n81147222
- MusicBrainz: 3f9cfe86-5746-47f3-9211-03d9bd7023c4
- Nationale Bibliotheek van Israël: 987007456074905171
- Nederlandse Thesaurus van Auteursnamen: 106052705
- SNAC: w6qr5gjs
- Système universitaire de documentation: 082091005
- Virtual International Authority File: 14898782
- WorldCat: E39PBJk4FW38yyp3FXTBDMJYyd